# Корабельня

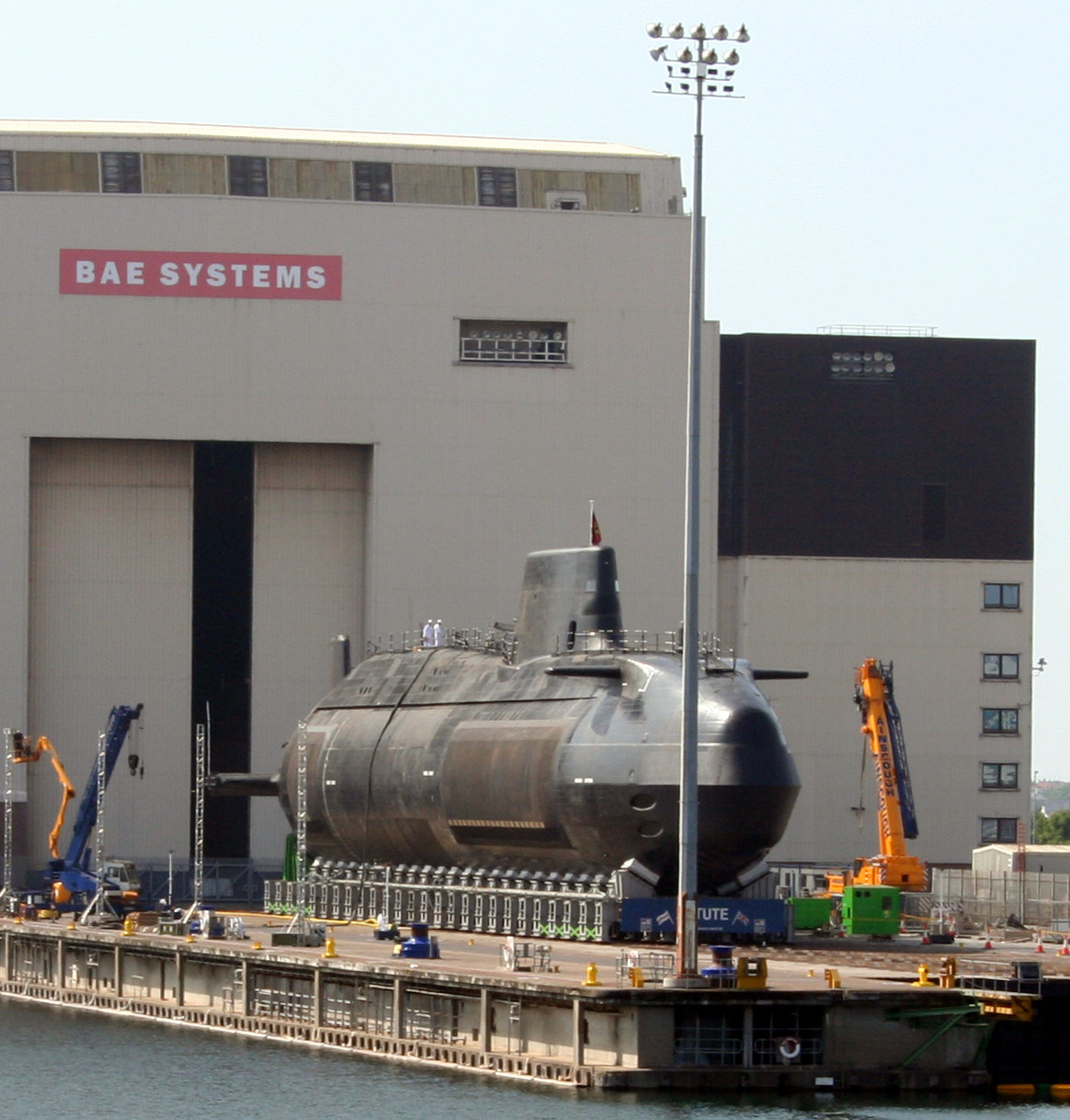
Оперативний ударний атомний підводний човен Королівського флоту Великої Британії на підйомнику в суднобудівному-складальному комплексі Devonshire Dock Hall

Корабе́льня, верф (від нід. werft) або суднобудівни́й завод — місце, де будують чи ремонтують кораблі.
У корабельні будують та ремонтують різні типи кораблів: яхти, військові судна, пасажирські лайнери або інші вантажні чи пасажирські судна. Дуже часто судоремонтні заводи є частиною великої верфі, де, крім будування кораблів, їх ремонтують і обслуговують.
Зазвичай корабельні розташовані на морському узбережжі або на берегах великих річок, що уможливлює легке транспортування готової продукції.

## Корабельні України
Більшість корабелень в Україні містяться на узбережжі Чорного моря, зокрема, в Миколаєві, Одесі, Ізмаїлі, Києві, Криму. Найбільшим суднобудівним заводом в Україні є Чорноморський суднобудівний завод (Миколаїв).
- Чорноморський суднобудівний завод, місто Миколаїв
- Миколаївський суднобудівний завод, місто Миколаїв
- Океан, місто Миколаїв
- Кузня на Рибальському, місто Київ
- Азовський судноремонтний завод, Маріуполь
- Море, місто Феодосія
- Судокомпозит, місто Феодосія
- Затока, місто Керч
- Фіолент, місто Сімферополь
- Лазарєвське адміралтейство, місто Севастополь
- Херсонський суднобудівний завод, місто Херсон
- Палада, місто Херсон
- Запорізький суднобудівний-судноремонтний завод, місто Запоріжжя